# Asura perpusilla
Asura perpusilla là một loài bướm đêm thuộc phân họ Arctiinae, họ Erebidae.